# Chli Rinderhorn
Chli Rinderhorn är en bergstopp i Schweiz.   Den ligger i distriktet Leuk och kantonen Valais, i den södra delen av landet, 60 km söder om huvudstaden Bern. Toppen på Chli Rinderhorn är 2 938 meter över havet.
Terrängen runt Chli Rinderhorn är huvudsakligen mycket bergig. Närmaste större samhälle är Sierre, 17,0 km sydväst om Chli Rinderhorn. 
Trakten runt Chli Rinderhorn består i huvudsak av gräsmarker. Runt Chli Rinderhorn är det glesbefolkat, med 18 invånare per kvadratkilometer.